# Alexander Baumgartner

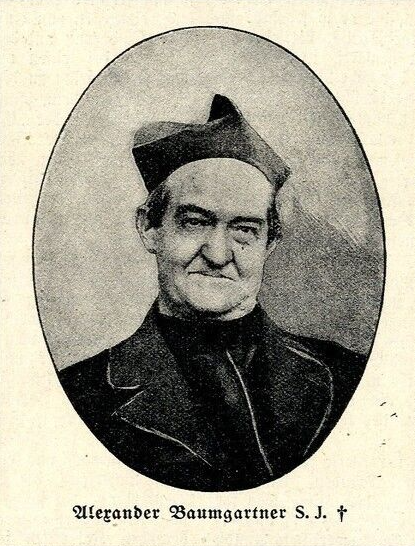
Alexander Baumgartner

Alexander Baumgartner (* 27. Juni 1841 in St. Gallen; † 5. September 1910 in Luxemburg) war ein Schweizer Jesuit und Literaturwissenschaftler.

## Leben
Baumgartner war der Sohn des Politikers Gallus Jakob Baumgartner. Den Großteil seiner Schulzeit absolvierte Baumgartner in seiner Heimatstadt, wechselte dann – bedingt durch den beruflichen Werdegang seines Vaters – nach Chur, Einsiedeln und Feldkirch.
Mit 19 Jahren trat Baumgartner in den Jesuitenorden ein. Dort besuchte er die Jesuitenkollegien Münster, Maria Laach und Ditton Hall. Nach erfolgreichem Abschluss berief man ihn 1867 als Dozent nach Feldkirch und sechs Jahre später in gleicher Funktion nach Stonyhurst, England.
Ab 1867 war Baumgartner ein wichtiger Mitarbeiter der Zeitschrift Stimmen aus Maria Laach. Er schrieb auch für die Zeitschrift Die katholischen Missionen.
Ab 1899 lebte und wirkte Baumgartner in Luxemburg und starb dort im Alter von 69 Jahren am 5. September 1910.

## Schriften
- Joost van den Vondel, sein Leben und seine Werke. Ein Bild aus der Niederländischen Literaturgeschichte. Freiburg im Breisgau 1882 (online – Internet Archive)
- Nordische Fahrten. Herder, Freiburg im Breisgau. 1889–1895

1. Island und die Faröer. 1889.
2. Durch Skandinavien nach St. Petersburg. 1890.
3. Reisebilder aus Schottland. 1895.

- Geschichte der Weltliteratur. Herder, Freiburg im Breisgau 1897–1912 und weitere Auflagen

1. Die Literaturen Westasiens und der Nilländer. 1897.
2. Die Literaturen Indiens und Ostasiens. 1897.
3. Die griechische und lateinische Literatur des klassischen Altertums. 1900.
4. Die lateinische und griechische Literatur der christlichen Völker. 1900.
5. Die französische Literatur. 1905.
6. Die italienische Literatur. 1905.
7. Untersuchungen und Urteile zu den Literaturen verschiedener Völker. Gesammelte Aufsätze (Ergänzungsband). 1912.

- Göthe. Sein Leben und seine Werke. Herder, Freiburg im Breisgau, 1911–1913.

1. Jugend, Lehr- und Wanderjahre. 1911.
2. Der Altmeister. 1912.
3. Nachträge und Ergänzungen. 1913.